# Гіллсборо Тауншип (Нью-Джерсі)
Гіллсборо Тауншип (англ. Hillsborough Township) — селище (англ. township) в США, в окрузі Сомерсет штату Нью-Джерсі. Населення — 43 276 осіб (2020).

### Клімат
| Клімат : Гіллсборо Тауншип | Клімат : Гіллсборо Тауншип | Клімат : Гіллсборо Тауншип | Клімат : Гіллсборо Тауншип | Клімат : Гіллсборо Тауншип | Клімат : Гіллсборо Тауншип | Клімат : Гіллсборо Тауншип | Клімат : Гіллсборо Тауншип | Клімат : Гіллсборо Тауншип | Клімат : Гіллсборо Тауншип | Клімат : Гіллсборо Тауншип | Клімат : Гіллсборо Тауншип | Клімат : Гіллсборо Тауншип | Клімат : Гіллсборо Тауншип |
| Показник                   | Січ.                       | Лют.                       | Бер.                       | Квіт.                      | Трав.                      | Черв.                      | Лип.                       | Серп.                      | Вер.                       | Жовт.                      | Лист.                      | Груд.                      | Рік                        |
| Абсолютний максимум, °C    | 23,3                       | 24,4                       | 30,0                       | 34,4                       | 37,2                       | 38,3                       | 40,0                       | 40,6                       | 40,6                       | 33,3                       | 28,9                       | 22,8                       | 40,6                       |
| Середній максимум, °C      | 3,3                        | 5,0                        | 10,0                       | 16,1                       | 22,2                       | 26,7                       | 29,4                       | 28,3                       | 24,4                       | 17,8                       | 12,2                       | 5,6                        | 16,8                       |
| Середній мінімум, °C       | −7,8                       | −6,7                       | −2,8                       | 2,2                        | 7,8                        | 13,3                       | 16,1                       | 15,6                       | 11,1                       | 4,4                        | −0,6                       | −5                         | 4,0                        |
| Абсолютний мінімум, °C     | −26,7                      | −24,4                      | −18,3                      | −8,9                       | −3,3                       | 1,1                        | 6,7                        | 3,3                        | −1,7                       | −11,1                      | −15                        | −23,3                      | −26,7                      |
| Норма опадів, мм           | 91                         | 72                         | 100                        | 104                        | 110                        | 110                        | 123                        | 101                        | 108                        | 107                        | 91                         | 98                         | 1215                       |
| -------------------------- | -------------------------- | -------------------------- | -------------------------- | -------------------------- | -------------------------- | -------------------------- | -------------------------- | -------------------------- | -------------------------- | -------------------------- | -------------------------- | -------------------------- | -------------------------- |
| Джерело:                   |                            |                            |                            |                            |                            |                            |                            |                            |                            |                            |                            |                            |                            |

## Демографія
Згідно з переписом 2010 року, у селищі мешкали 38 303 особи в 13 573 домогосподарствах у складі 10 424 родин. Було 14030 помешкань
Расовий склад населення:
| - 78,6 % — білих - 12,4 % — азіатів - 4,6 % — чорних або афроамериканців - 0,1 % — корінних американців - 2,2 % — осіб інших рас |

До двох чи більше рас належало 2,1 %. Частка іспаномовних становила 7,6 % від усіх жителів.
За віковим діапазоном населення розподілялося таким чином: 26,4 % — особи молодші 18 років, 64,3 % — особи у віці 18—64 років, 9,3 % — особи у віці 65 років та старші. Медіана віку мешканця становила 39,9 року. На 100 осіб жіночої статі у селищі припадало 95,0 чоловіків;  на 100 жінок у віці від 18 років та старших — 91,4 чоловіків також старших 18 років.
Середній дохід на одне домашнє господарство  становив 135 483 долари США (медіана — 112 788), а середній дохід на одну сім'ю — 152 504 долари (медіана — 132 685). Медіана доходів становила 90 093 долари для чоловіків та 65 259 доларів для жінок. За межею бідності перебувало 3,6 % осіб, у тому числі 2,7 % дітей у віці до 18 років та 4,5 % осіб у віці 65 років та старших.
Цивільне працевлаштоване населення становило 21 194 особи. Основні галузі зайнятості: освіта, охорона здоров'я та соціальна допомога — 21,0 %, науковці, спеціалісти, менеджери — 15,4 %, фінанси, страхування та нерухомість — 12,4 %, виробництво — 11,9 %.